# Jankowice Małe
Jankowice Małe (deutsch Klein Jenkwitz) ist ein Dorf in Niederschlesien. Der Ort liegt in der Gmina Oława im Powiat Oławski in der polnischen Woiwodschaft Niederschlesien.

## Geographie

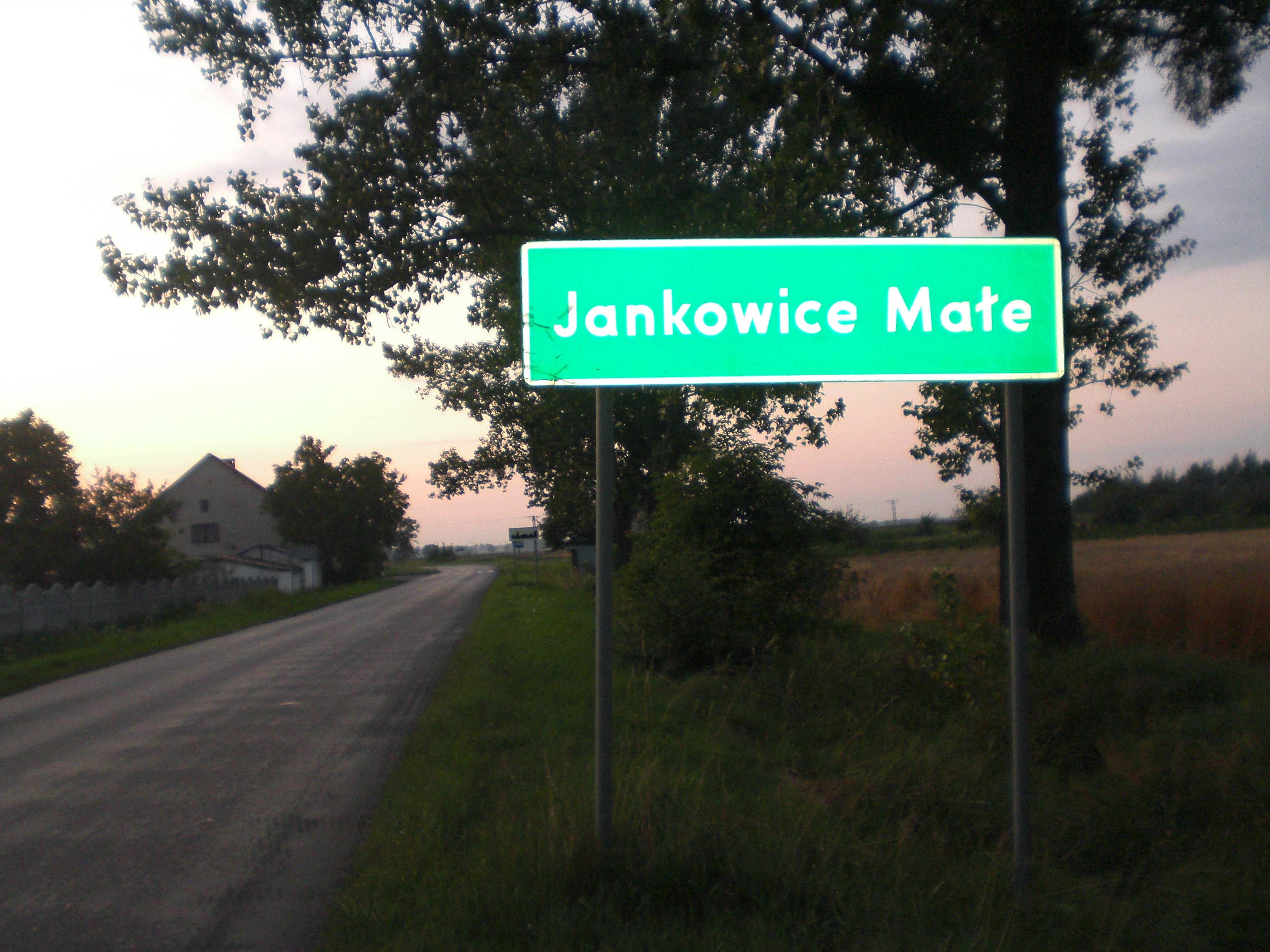
Ortseingang

### Geographische Lage
Das Angerdorf Jankowice Małe liegt elf Kilometer südlich des Gemeindesitzes und der Kreisstadt Oława (Ohlau) und rund 38 Kilometer südöstlich der Woiwodschaftshauptstadt Breslau. Der Ort liegt in der Nizina Śląska (Schlesische Tiefebene) innerhalb der Równina Grodkowska (Grottkauer Ebene).

### Nachbarorte
Nachbarorte von Jankowice Małe sind im Norden Chwalibożyce (Frauenhain) und im Süden Owczary (Tempelfeld).

## Geschichte
Das Dorf wurde 1340 erstmals als Jenkowicz erwähnt. Weitere Erwähnungen erfolgten 1360 als Jencowicz sowie 1378 als Jenkewicz. Der Ortsname leitet sich vom Namen des Gründers ab, Dorf des Johann.
1659 wird das Dorf Jenkwitz als „wüstes Dorff“ bezeichnet. Es ist davon auszugehen, dass das Dorf im Dreißigjährigen Kriegs zerstört wurde. Bis 1678 wurde das Dorf durch Neusiedler wieder bevölkert und zählte wieder sieben Bauern- und sechs Anglerstellen.
Nach dem Ersten Schlesischen Krieg 1742 fiel Klein Jenkwitz zusammen mit dem größten Teil Schlesiens an Preußen. 1781 zählte Klein Jenkwitz acht Bauern-, vier  Gärtner- und zwei Angerhäuslerstellen.
Nach der Neugliederung Preußens gehörte die Landgemeinde Klein Jenkwitz ab 1815 zur Provinz Schlesien und war ab 1816 dem Landkreis Ohlau eingegliedert. 1874 wurde der Amtsbezirk Frauenhain gegründet, welcher die Landgemeinden Frauenhain, Hennersdorf und Klein Jenkwitz umfasste. 1885 zählte der Ort 175 Einwohner.
1933 zählte Klein Jenkwitz 215, 1939 wiederum 171 Einwohner. Bis 1945 befand sich der Ort im Landkreis Ohlau.
Als Folge des Zweiten Weltkriegs fiel Klein Jenkwitz wie fast ganz Schlesien 1945 an Polen, wurde in Jankowice Małe umbenannt und der Woiwodschaft Breslau angegliedert. Die deutsche Bevölkerung wurde, soweit sie nicht vorher geflohen war, weitgehend vertrieben. Die neu angesiedelten Bewohner waren zum Teil Heimatvertriebene aus Ostpolen. 1999 kam der Ort zum Powiat Oławski in der Woiwodschaft Niederschlesien.

## Sehenswürdigkeiten
- Kapelle Unserer Lieben Frau der Königin von Polen
- Hölzernes Wegekreuz

## Söhne und Töchter des Dorfes
- Richard Peter (1895–1977), deutscher Pressefotograf und Fotojournalist